# Ph.d. Cup
Ph.d. Cup er en dansk formidlingskonkurrence, der opstod med ønsket om at formidle forskningens resultater og idéer ud til en bredere befolkning. Målet er at bygge bro mellem de forskere, der gennem flere år har fordybet sig i et emne, og dem, der er interesseret i viden, som normalt ikke bliver en del af den offentlige samtale.
Konkurrencen er udviklet i samarbejde mellem Dagbladet Information, DR og Lundbeckfonden. og er blevet afholdt årligt siden 2013.
Forskere, der har fået afleveret og godkendt deres Ph.d. i det forgangne år, kan deltage. Blandt tilmeldingerne udvælger en gruppe af journalister og kommunikationsfolk de 25 bedste.
Dommerkomitéen vælger herefter fem finalister, som skal formulere deres forskning live i en udsendelse på DR. Det tilstræbes, at de finalisterne vælges, så alle hovedområder er repræsenteret; humaniora, samfundsvidenskab, naturvidenskab og sundhedsvidenskab.
Vinderen modtager et skattepligtigt honorar på 50.000 DKK

## Vindere
- 2013: Stine Lindahl Jacobsen fra Aalborg Universitet om musikterapi
- 2014: Eva Greibe fra Aarhus Universitet om det tætte bånd mellem moderen og det nyfødte barn
- 2015: Johan Andersen-Ranberg fra Københavns Universitet om naturstoffer
- 2016: Lars Boesen fra Københavns Universitet om prostatakræft
- 2017: Louise Klinge fra Københavns Universitet om lærernes relationskompetence
- 2018: Anders Rehfeld fra Københavns Universitet om sædceller
- 2019: Eline Palm Meldgaard fra Københavns Universitet om parasitter
- 2020: Pernille Bødtker Sunde fra VIA University College om regnestrategier i 1.-4. klasse
- 2021: Andreas Sommerfeldt fra Aarhus Universitet om nedbrydelig plastik